# Bruce Alberts

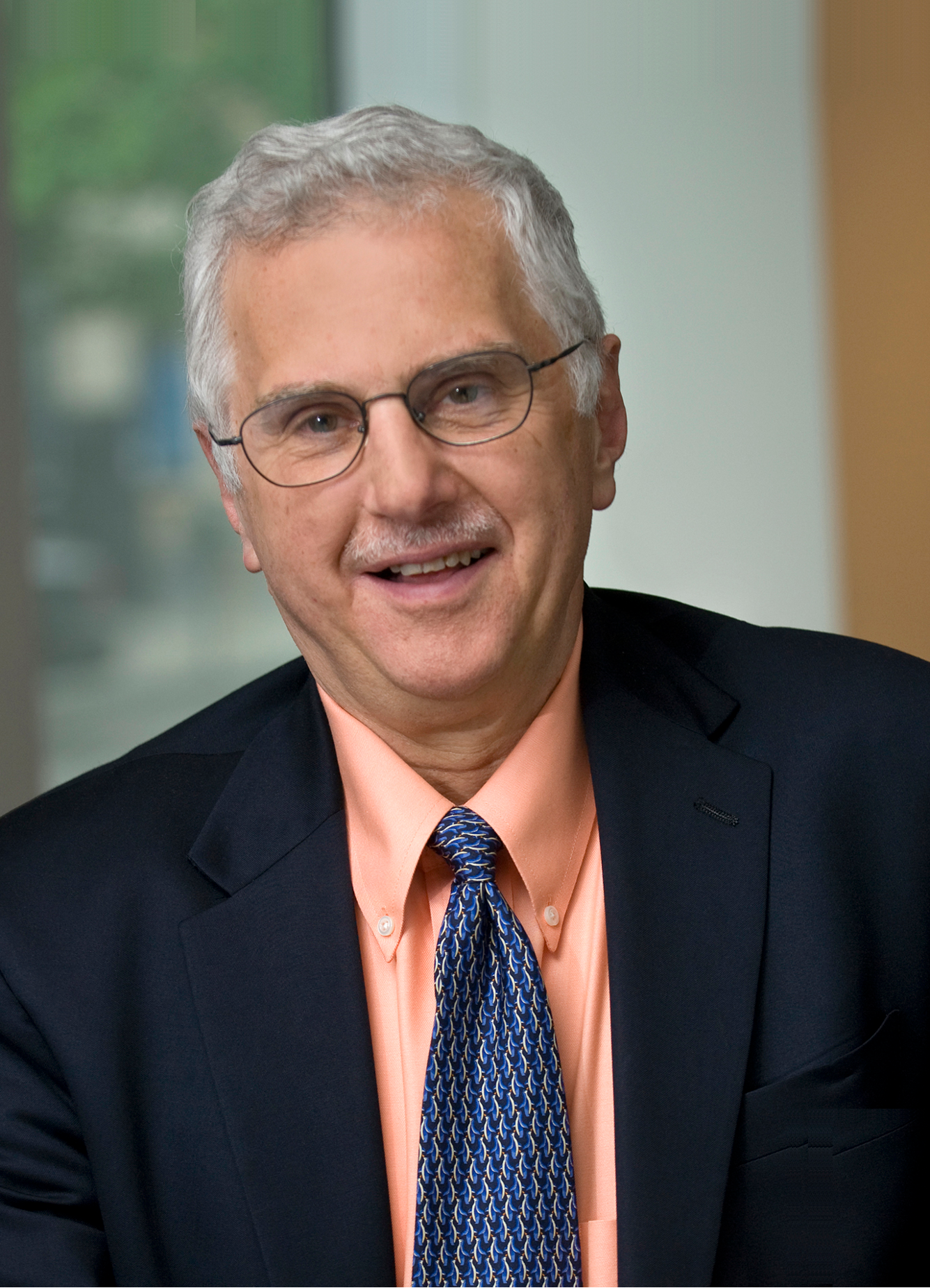
Bruce Alberts (2012)

Bruce Michael Alberts (* 14. April 1938 in Chicago, Illinois) ist ein US-amerikanischer Biochemiker und war 1993 bis 2005 Präsident der National Academy of Sciences. 2008 bis 2013 war er Chefherausgeber von Science.

## Werdegang
Er studierte an der Harvard University, wo er 1960 seinen Bachelor-Abschluss summa cum laude in Biochemie erwarb und 1965 bei Paul M. Doty über DNA-Replikation promovierte (Characterization of a naturally occurring, cross-linked fraction of deoxyribonucleic acid). Als Post-Doktorand war er an der Universität Genf bei Richard H. Epstein und isolierte dort eines der Gene der Bakteriophage T4, die diese für die Replikation in Bakterien benötigt. 1966 wurde er Assistant Professor, 1971 Associate Professor und Jahre 1973 wurde er Professor für Biochemie an der Princeton University. 1976 wurde er Professor an der University of California, San Francisco, wo er 1981 bis 1985 und 1990 bis 1993 American Cancer Society Research Professor war und 1985 bis 1990 der Fakultät für Biochemie und Biophysik vorstand.
Neben seinem ausgezeichneten Ruf als Biochemiker (vor allem für seine Arbeit an Proteinkomplexen zur Regulation der DNA-Replikation) ist er auch als Herausgeber und Verfasser des weltweiten Standardlehrbuchs der Molekularbiologie bekannt.

## Ehrungen
1975 wurde Alberts mit dem National Academy of Sciences Award in Molecular Biology ausgezeichnet, 1978 wurde er in die American Academy of Arts and Sciences und 1981 in die National Academy of Sciences gewählt, 1995 erhielt er den Gairdner Foundation International Award. Seit 1993 ist er auswärtiges Mitglied der Royal Society und seit 1994 der Academia Europaea. 2003 wurde er auswärtiges Mitglied der Russischen Akademie der Wissenschaften. Er war Präsident der American Society for Biochemistry and Molecular Biology und 2007/2008 der American Society for Cell Biology.
Die Michigan State University (1996) und die Universität Tel Aviv (2005) verliehen ihm Ehrendoktorwürden.
2010 wurde er einer der ersten US Science Envoys für islamische Länder neben Elias Zerhouni und Ahmed Zewail. Im selben Jahr erhielt er den Vannevar Bush Award. 2012 wurde Alberts die National Medal of Science und 2014 die Centennial Medal der Harvard University verliehen. 2016 wurde Alberts der Lasker~Koshland Special Achievement Award in Medical Science zugesprochen.

## Publikationen
Die berühmten weltweiten Standardlehrbücher der Molekularbiologie werden oft im Lehrbetrieb von Studenten und Lehrenden nur „kleiner Alberts“ und „großer Alberts“ genannt. Der „kleine“ hat jedoch auch schon einen Umfang von über 900 Seiten, der „große Alberts“ hat einen Umfang von über 1800 Seiten. Diese Bücher sind, wie es für amerikanische Lehrbücher typisch ist, relativ locker aufgebaut und verzichten auf eine für deutsche Lehrbücher oft typische „Kompaktheit“ zugunsten der Verständlichkeit.
- Lehrbuch der Molekularen Zellbiologie „kleiner Alberts“ (B. Alberts et al.) 3. Auflage 2005, Wiley-VCH Verlag ISBN 978-3527311606
- Molekularbiologie der Zelle „großer Alberts“ (B. Alberts et al.), 5. Auflage 2011, Wiley-VCH Verlag ISBN 978-3527323845

Beide Bücher wurden in zahlreiche Sprachen übersetzt und sind in diversen Auflagen erschienen.